# Blue Prince
Blue Prince (название — игра слов, отсылка к Blueprints) — приключенческая игра-головоломка с элементами roguelike, разработанная студией Dogubomb при поддержке издательства Raw Fury. Игровой процесс проекта сосредоточен на исследование особняка, цель — добраться до тайной 46-й комнаты за ограниченное число переходов. Задача усложняется постоянно меняющимся расположением комнат при каждой новой сессии. Игра была выпущена 10 апреля 2025 года на консолях PlayStation 5 и Xbox Series X/S, а также Windows. Проект получил восторженные отзывы от игровой прессы.

## Сюжет
Игрок берет на себя роль Саймона П. Джонса, который унаследовал особняк от своего покойного дяди. Единственным пунктом в завещании было условие: чтобы сохранить за собой наследство, Саймон должен найти потайную 46-ю комнату. Задача усложняется тем, что не успевая сделать это в течение суток, ему приходится начинать всё сначала в здании с полностью обновлённой архитектурой.

## Игровой процесс
План особняка представляет собой таблицу (в виде сетки) из 45 комнат, расположенных в девять рядов по пять штук. Только две из них всегда располагаются в тех же местах, где были изначально: прихожая, в которой начинается прохождение, и прихожая, ведущая в 46-ю комнату на противоположной стороне карты. При открытии двери в новую комнату игроку предлагается выбрав одно из трех случайных помещений, для размещения в смежном пространстве. Однако двери и стены новой комнаты должны совпадать с уже расположенными, при этом некоторые комнаты ведут в тупик.
После выбора комнаты игрок получает информацию о её содержимом. Это могут быть ключи (используемые для открытия запертых дверей в другие комнаты), драгоценные камни (используемые для покупки определённых поэтажных планов), монеты (используемые для покупки еды и инструментов) и инструменты, которые могут помочь получить доступ к закрытым зонам в определённых комнатах. Комнаты также могут содержать головоломки, некоторые из которых расположены отдельно от самой комнаты, в то время как для поиска ответа на другие требуется пройти через несколько комнат. Комнаты имеют разные уровни сложности в зависимости от того, в какой строке сетки они расположены, при этом комнаты более высокого уровня содержат более сложные головоломки или более ценные награды.
Переход из одной комнаты в другую стоит один «шаг» (англ. «footprint»). Игрок начинает новую сессию с 50 шагами, однако может восполнить их, съев еду или зайдя в спальню. Как только игрок исчерпывает свои «шаги» или иным образом обнаруживает, что не может продвигаться дальше (например, попадая в тупик), он вынужден покинуть особняк на ночь и сбросить все собранные им предметы. В игре существуют способы переносить предметы между сессиями, а также получать постоянные улучшения, которые позволяют начать новую попытку с дополнительными шагами, драгоценными камнями или монетами. Игроку также предлагается делать заметки в блокноте о более сложных загадках (так, некоторые из них переплетаются и могут раскрываться на протяжении нескольких заходов), чтобы сохранить о них информацию. Как только игрок успешно достигает 46-й комнаты в первый раз, он разблокирует испытания для будущих сессий и может собирать трофеи, чтобы обозначить выполненные испытания.

## Разработка
Автором проекта является Тонда Рос. До начала разработки он часто проводил ежегодные встречи со своими друзьями в разных арендуемых домах, предварительно он придумывал игры-головоломки, охватывающей всё здание, на основе идей, содержащихся в настольной игре «Драгоценности на чердаке» (англ. Jewels in the Attic). Вдохновением для старта работы послужил документальный фильм «Независимая игра: Кино», в котором было продемонстрировано, что создавать полноценные игры можно с помощью простого набора компьютерных программ. Поиграв в проекты Gone Home и The Witness, Рос решил протестировать свои идеи на игровом движке Unity, обнаружив, что разработка идёт проще, чем он изначально предполагал.
Большое влияние на Blue Prince оказала книга Кристофера Мэнсона «Лабиринт: реши самую сложную головоломку в мире» с 45 иллюстрированными комнатами, в которой читателю предлагалось найти кратчайший путь от входа в центр лабиринта и обратно, и автор которой (когда было выпущено первое издание), предлагал денежный приз для тех, кто решит эту задачу за ограниченное время. Книга очень впечатлила Роса в юности — он считал её предшественницей современных приключенческих игр от первого лица. Во время работы над Blue Prince Рос разыскал онлайн-форум поклонников «Лабиринта», через который связался с Мэнсоном и предложил ему разработать одну из головоломок (включая её арт-дизайн) для своего проекта. Другие задачи в игре были вдохновлены головоломками Мартина Гарднера и Рэймонда Смаллиана. Помимо этого, Рос черпал идеи из других книг в стиле т. н. «кабинетной мистики», таких как «Маскарад» Кита Уильямса. Ещё одной сферой отразившейся на проекте, были карточные и настольные игры, в которых использовался драфтинг, система где игроки выбирают случайную карту из колоды, как, например, в Magic: The Gathering и Agricola. Помимо этого, Рос хотел сделать процесс решения головоломок схожим с играми серии Legend of Zelda — в них подсказки для решения головоломок размещались в совершенно разных местах, однако от игрока не требовалось найти их всех для продвижения по сюжету.
Примерно в 2016 году Рос начал заниматься разработкой прототипа, намереваясь потратить на это всего около полгода. Однако, когда все идеи были собраны в единую концепцию, он решил уволиться со своей основной работы и полностью сосредоточиться на игре, потратив на её дальнейшее развитие восемь лет, используя для этого свои личные сбережения, а также доходы от рекламы на веб-сайте Magic: The Gathering, которым он руководил.. Хотя, по большей части, игра разрабатывалась в одиночку, Рос также задействовал фрилансеров, в том числе Давиде Пеллино и джазовый дуэт Trigg & Gusset, отвечающих за художественное оформление и саундтрек соответственно. Задачей Пеллино было заменить базовые асеты Unity, использованные Росом для создания прототипа, оригинальным визуальным дизайном. По прикидкам Роса, эта работа должна была занять около шесть месяцев, однако, процесс растянулся на целых три года. К 2021 году игру можно было пройти полностью, после чего Рос потратили большую часть оставшегося времени на правки баланса, убедившись, чтобы подсказки можно было найти в нескольких местах, а также увеличивая количество загадок и дополнительной информации.
Изначально Рос планировал назвать игру «Bequest», но во время работы над Blue Prince в Steam появился другой проект с таким же названием. В итоге он остановился на Blue Prince частично из-за игры слов с «blueprints», отчасти из-за одноимённой головоломки, фигурировавшей в проекте. Рос использует понятие «drafting» (рус. «черчение») нескольких значениях, имея в виду как выбор новой комнаты из случайного набора, так и идею составления чертежей, особняка, в архитектурной схеме.

## Отзывы критиков
| Русскоязычные издания | Русскоязычные издания |
| Издание               | Оценка                |
| --------------------- | --------------------- |
| StopGame.ru           | «Изумительно»         |

По данным сайта-агрегатора рецензий Metacritic версия Blue Prince для Microsoft Windows получила «всеобщее признание» от профессиональных игровых журналистов, со средним оценкой 92 балла из 100. Версии для PlayStation 5 и Xbox Series X/S получили «в целом положительные» отзывы. На момент своего релиза Blue Prince являлась самой высокооценённой компьютерной игрой 2025 года, основываясь на средних показателях сайта Metacritic.
Некоторые игровые издания называют Blue Prince одним из основных претендентов на звание «Игры года». Так, Кристиан Донлан из Eurogamer поставил проекту высшую оценку, назвав самым впечатляющим аспектом игры её идеи и секреты, которые раскрываются со временем: «Это удовольствие — находить скрытые аспекты в вещах, которые, как тебе казалось, ты полностью понял, удовольствие — возвращаться к чему-то, что казалось тебе простым, и обнаруживать, что это совсем не просто». Обозреватель PC Gamer Кристофер Ливингстон заявил, что категория геймеров, любящих головоломки, будет в восторге: «Если бы у меня была пробковая доска, она была бы увешана фотографиями и записками, соединёнными красными нитями». Стив Уоттс из журнала GameSpot назвал Blue Prince «один из самых запоминающихся игровых опытов» в его жизни, подытожив: «Она одновременно и элементарна и непостижима, она порой раздражает, а порой дарит настоящую эйфорию».
По мнению обозревателя портала The Verge, Blue Prince затягивает так же сильно, как инди-хит прошлого года Balatro. Коллеге вторил Далтон Купер из Game Rant — «чем больше в неё играешь, тем больше она затягивает» — назвав проект «одной из лучших игр жанра roguelike […] и одной из лучших игр-головоломок». «Это опыт, который должен получить каждый геймер. „Blue Prince“ — новый король головоломок, и его просто нельзя пропустить» — подытожил журналист. В свою очередь, представитель IGN Том Маркс причислил проект к шедеврам уровня The Witness, Portal и Myst: «Если [эти проекты] уже высечены на горе Рашмор среди лучших головоломок от первого лица, то я бы не удивился, увидев „Blue Prince“ рядом с ними».